# Elio Chianesi
Elio Chianesi (Firenze, 16 febbraio 1910 – Firenze, 15 luglio 1944) è stato un partigiano italiano, medaglia d'oro al valor militare.

## Biografia
Militante del Partito Comunista d'Italia, nel 1942 fu condannato dal Tribunale speciale a dodici anni di reclusione, per avere, com'è scritto nella sentenza, "diffuso migliaia di manifestini contro il fascismo e contro la guerra".
Liberato dopo il 25 luglio 1943, Chianesi fu uno dei primi organizzatori della Resistenza fiorentina. Comandante dei Gruppi d'Azione del capoluogo toscano, fu autore di azioni clamorose, tra cui, con Bruno Fanciullacci ed altri gappisti, dell'esecuzione, nell'aprile del 1944, del filosofo filofascista Giovanni Gentile.
Fu sempre Chianesi il protagonista dell'azione che portò, nel mese di maggio, alla liberazione di Fanciullacci, che era stato catturato dai fascisti e, nel luglio successivo, del colpo, con lo stesso Fanciullacci ed altri, al carcere di Santa Verdiana. Qui furono liberate diciassette detenute antifasciste, tra le quali la gappista Tosca Bucarelli. Una settimana dopo Chianesi, caduto a sua volta nelle mani dei fascisti, fu ucciso dopo essere stato a lungo torturato.
A Roma, una strada è stata intitolata al comandante dei GAP fiorentini. A Firenze invece nel dicembre 2016 gli è stato intitolato il giardino di Borgo Pinti.